# きらめき (野口五郎の曲)
「きらめき」は、1976年6月10日に発売された野口五郎の20枚目のシングルである。

## 収録曲
- 全曲作詞：山上路夫／作曲・編曲：筒美京平

1. きらめき
2. 熱い砂